# Elizabeth: The Golden Age
Elizabeth: The Golden Age (bra: Elizabeth: A Era de Ouro ou Elizabeth - A Era de Ouro; prt: Elizabeth - A Idade de Ouro) é um filme britano de 2007, escrito por William Nicholson edirigido por Shekhar Kapur. É a continuação do filme Elizabeth, de 1998.

## Sinopse
Elizabeth já governa a Inglaterra há quase três décadas e, agora, depara-se com um grande inimigo: o rei Filipe 2.º da Espanha, que, fiel à Igreja Católica, pretende derrubar a protestante Elizabeth e germinar o catolicismo entre o povo inglês de uma vez por todas. Entretanto, para arremessar um ataque a Inglaterra, Felipe necessita de um pretexto. Mantida prisioneira pelo trono inglês, a Rainha Mary Stuart da Escócia auxilia o rei espanhol e, em meio à intrigas e traições, trama uma emboscada para Elizabeth. Durante esses meses, a Rainha inglesa impressiona-se pelas conquistas e aventuras do corsário Walter Raleigh. Será uma paixão capaz de abaixar o punho de ferro da Rainha? Ou um amor ajudará nesses tempos difíceis?

## Elenco
- Cate Blanchett .... Elizabeth 1.ª
- Geoffrey Rush .... Sir Francis Walsingham
- Clive Owen ....  Sir Walter Raleigh
- Jordi Mollà .... Filipe 2.º
- Abbie Cornish .... Elizabeth Throckmorton
- Samantha Morton .... Maria Stuart da Escócia
- Susan Lynch .... Annette Fleming
- Eddie Redmayne .... Anthony Babington
- David Threlfall .... Dr. John Dee
- Christian Brassington .... Carlos 2.º
- John Shrapnel ....  Lord Howard

## Principais prêmios e indicações
Oscar 2008 (EUA)
- Vencedor
  - Melhor figurino[5]
- Indicado
  - Melhor atriz (Cate Blanchett)[5]

Globo de Ouro 2008 (EUA)
- Indicado
  - Melhor atriz - drama (Cate Blanchett)[6]

BAFTA 2008 (EUA)
- Indicado
  - Melhor atriz (Cate Blanchett)[carece de fontes?]
  - Melhor figurino[carece de fontes?]
  - Melhor maquiagem[carece de fontes?]
  - Melhor desenho de produção[carece de fontes?]